# Veľká Domaša
 (mai 2025).
Si vous disposez d'ouvrages ou d'articles de référence ou si vous connaissez des sites web de qualité traitant du thème abordé ici, merci de compléter l'article en donnant les références utiles à sa vérifiabilité et en les liant à la section « Notes et références ».
Veľká Domaša est un lac de barrage à usage multiple situé dans le district de Vranov nad Topľou en Slovaquie. 
Il fut construit entre 1962 et 1967 sur la rivière Ondava. Ses principales utilisations sont la régulation du cours de l’Ondava en amont de la plaine de Slovaquie orientale et un réservoir d’eau.